# Vaillant

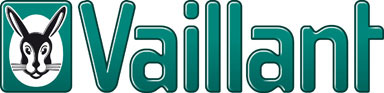

Vaillant este un grup de companii din Germania care este unul dintre cei mai mari producători din lume de sisteme de încălzire.
Grupul a fost înființat în anul 1874 la Remscheid și se află în proprietatea integrală a urmașilor fondatorului german Johann Vaillant.
În anul 2004 avea peste 9.300 de angajați și o cifră de afaceri de 1,75 miliarde euro pe an.
În anul 2006 a realizat o cifră de afaceri de 1,9 miliarde euro și a produs 2,2 milioane de centrale termice.
Este una dintre cele mai importante companii europene din branșa încălzire. La producția de boilere și centrale termice, Vaillant Group este lider mondial.
Grupul Vaillant fabrică produsele sale în opt țări din Europa cât și în China și le vinde, în principal prin intermediul propriilor societăți de vânzări în peste 80 de țări.

## Istoric
Compania a fost fondată în anul 1874 de către Johann Vaillant. Gama de produse include Centrale termice convenționale - Centrale termice cu tehnica condensației - Centrale termice de pardoseală - Instant de apă caldă menajeră - Boilere - Sisteme solare - Convector electric - Automatizări.
În anul 2007, subsidiara Vaillant Saunier Duval Iberica, membră a grupului Vaillant, a preluat compania Turk DemirDokum Fabrikalarai din Turcia.
Compania turcă este unul dintre cei mai mari producători de aparate de aer condiționat și încălzire din Europa de Est, având la acel moment o cifră de afaceri de 434 milioane de euro și aproximativ 2.500 de angajați.

## Vaillant în România
Grupul este prezent și în România cu trei branduri - Vaillant (german), Saunier Duval (francez) și Protherm (ceho - slovac).
De asemenea mai deține mărcile Hermann, Bulex, AWB, Glow-worm și DemirDöküm.
A intrat pe piața locală în 1994, prin intermediul importatorilor, iar în anul 2003 a înființat o filială, Perfecțiune Service SRL.
În anul 2007, compania deținea în România aproximativ 2.000 de puncte de comercializare a produselor și 350 de unități de service.
Cifra de afaceri:
- 2006: 52 milioane euro[7]
- 2003: 45 milioane euro[2]